# 進念二十面體

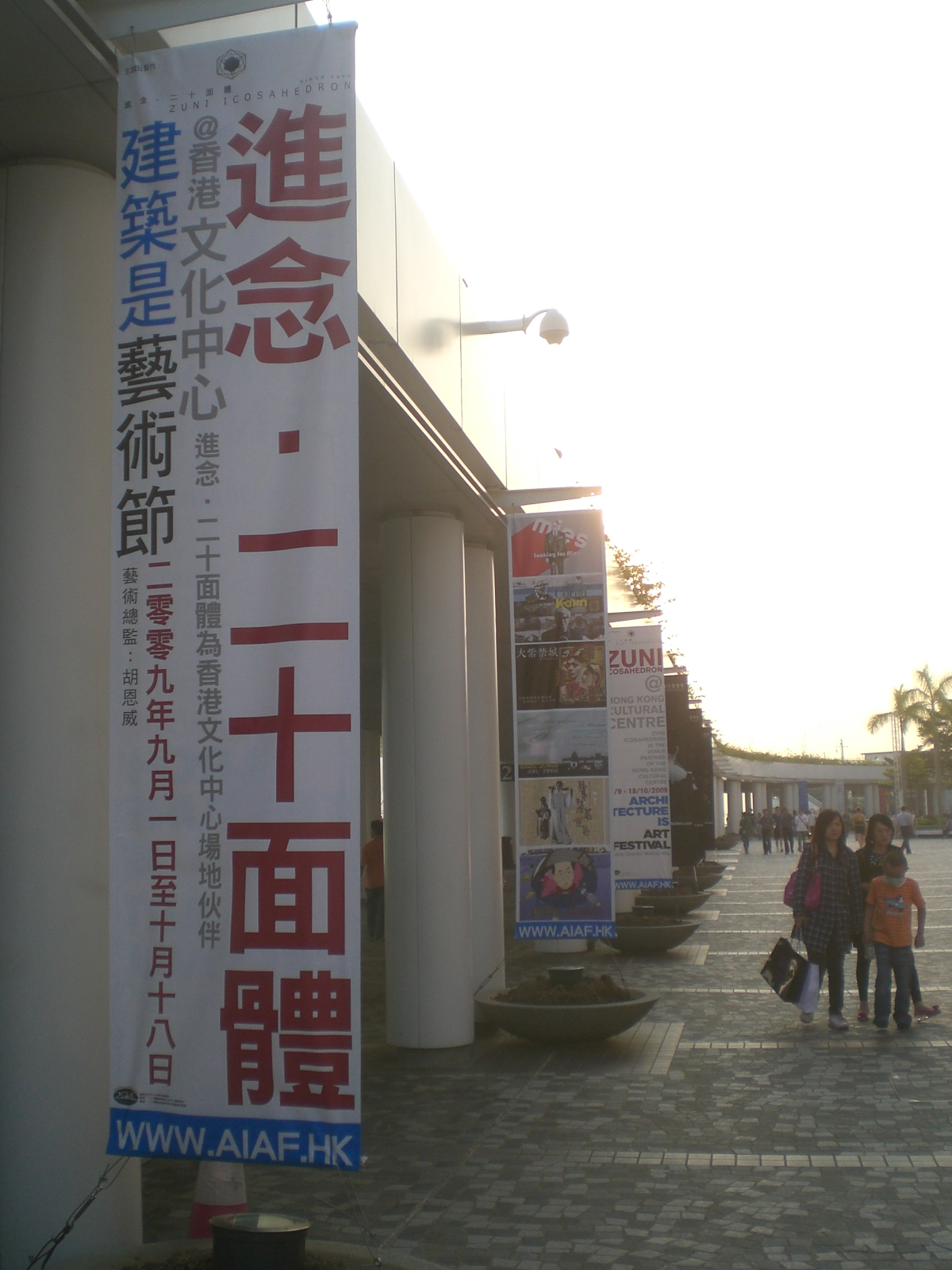
進念二十面體

進念．二十面體（Zuni Icosahedron），為香港九個主要專業演藝團體之一，屬於實驗藝術團體。一直以來，以其對媒體科技發展的敏銳觸覺，詮釋多媒體創作與劇場演出的互動關係，實驗與探索「舞台空間」不同形式和內容的可能性。

由早期非敘事、形體，與舞台空間的互動實驗，到近十年光、影、聲、空間的多媒體設計，由跨媒體舞台表演空間，到跨界別政治民生空間，到跨地域國際文化交流空間，由流行普及到社會禁忌，由傳統到當代等，進念期望實驗性和顛覆性，能夠不斷啟發著華人社會的舞台美學發展。
創辦至今，進念培育出不少出色創作人才。近年，亦開始鼓勵不同學校欣賞演出及參與座談，所以進念在香港創作培育方面擔當重要的角色。
進念．二十面體成立於1982年，是香港非牟利慈善團體。1999年起由香港藝術發展局資助；2007年起改由香港民政事務局直接資助。從2009年開始成為尖沙咀香港文化中心的場地伙伴，開展系列創作及外展教育計劃。

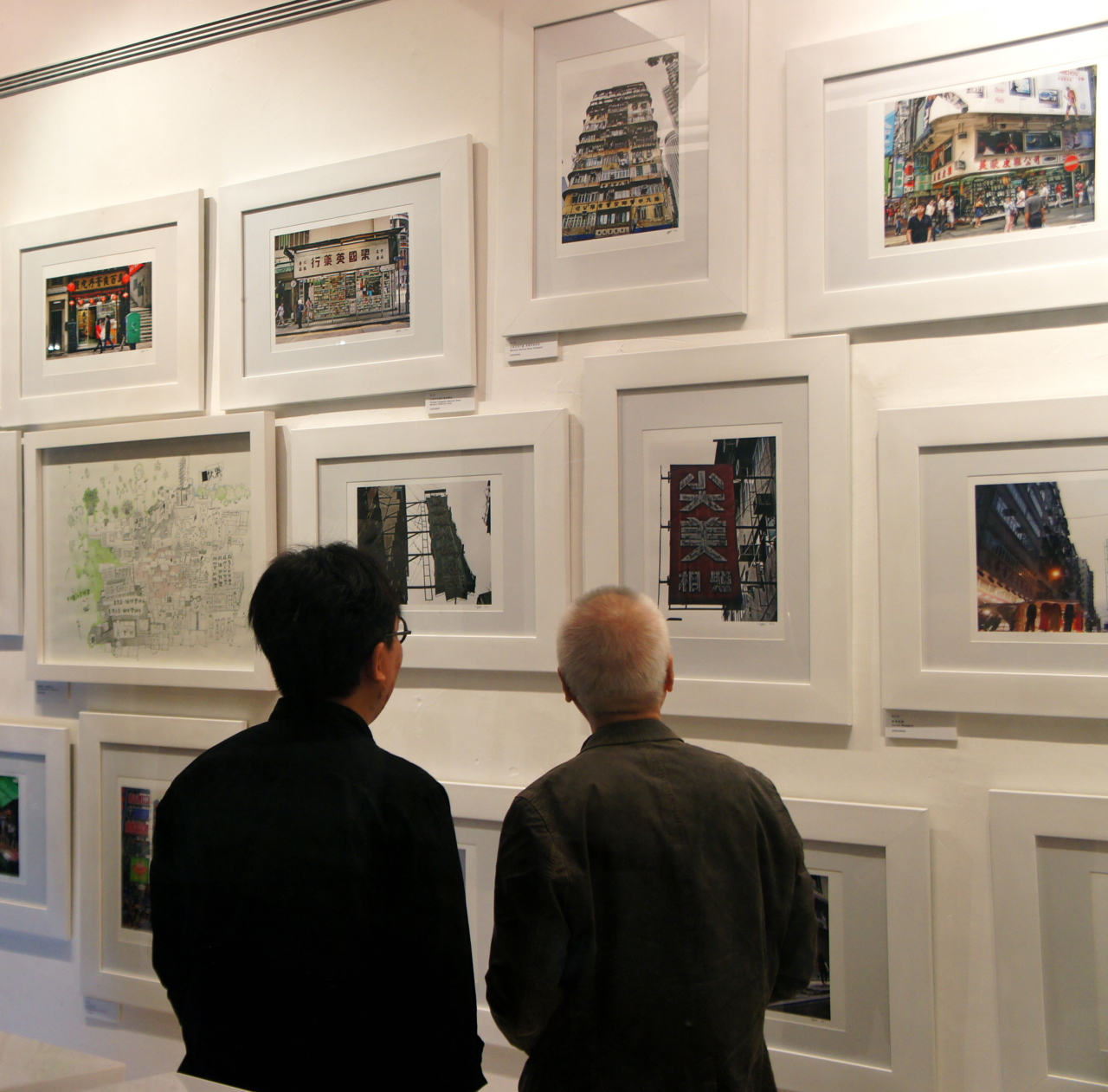
進念董事會主席靳埭強及聯合總監之一胡恩威

進念二十面體的聯合藝術總監是榮念曾及胡恩威。

## 進念願景
01 建立具香港特色的實驗戲劇和藝術創作
02 深化和推動藝術教育．培養下一代對文化藝術的認識
03 持續發展香港在促進中華文化多元發展的角色
04 推動跨文化跨地域的合作和交流
05 建構知性公民社會及文化藝術的多元性

## 聯合藝術總監
榮念曾
華人實驗藝術先驅，進念．二十面體創團成員及聯合藝術總監，香港當代文化中心主席及中華創意產業論壇召集人。投入劇場、漫畫、錄像及電影、視覺藝術及裝置藝術等創作超過四十年，作品於超過三十個城市演出。
2008年憑《荒山淚》於聯合國教科文組織國際劇協的Music Theatre NOW比賽中奪得殊榮。
2009年獲德國聯邦總統頒贈聯邦十字絲帶勳章，以表揚其推動港德兩地交流，尤其在文化藝術交流方面的成就。
2013年獲《南方都市報》頒授「深港生活大獎年度致敬人物獎」。
2014年獲授予「福岡亞洲文化獎 — 藝術文化獎」。
胡恩威
進念聯合藝術總監暨行政總裁，從事編劇、導演、監製和策劃等多方面的工作，劇場作品逾六十齣，作品曾應邀於世界多地上演，主題涵蓋文學、歷史、時政、建築、宗教。胡氏尤擅於運用多媒體科技從事舞台創作，其創作的「多媒體建築音樂劇場」系列開創香港劇場界的先河。2009年，胡氏策劃了香港首個以建築為主題的「建築是藝術節」，探索建築的各種藝術可能。
2012年憑《Looking for Mies》獲香港設計中心頒發「亞洲最具影響力優秀設計獎」。
2013年獲《南方都市報》頒授「深港生活大獎年度藝文人物獎」。

## 藝術顧問委員會
羅娜褒曼 (巴塞爾) Theater Basel歌劇總監
托比亞斯．比昂科尼 (巴黎/上海) 國際戲劇協會總幹事
張平 (紐約) Ping Chong + Company藝術總監
顧麗采 (紐約) 亞洲協會環球演藝和特色文化倡議總監
高行健 (巴黎) 文化工作者
夏鑄九 (台北) 國立臺灣大學建築與城鄉研究所名譽教授
漢斯–喬治．克諾普 (柏林/上海) 柏林國際文化政策學院高級研究員及上海戲劇學院高級戰略顧問
李歐梵 (香港) 香港中文大學冼為堅中國文化講座教授
林兆華 (北京) 劇場導演
雷柏迪馬 (慕尼黑) 莫法特館藝術中心總監
約翰內斯．奧登塔 (柏林) 柏林藝術學院節目/藝術項目總監
佐藤信 (東京) 座．高円寺藝術會館藝術監督
蔡明亮 (台北) 電影導演
内野儀 (東京) 東京大學研究院綜合文化研究科教授
中馬方子 (紐約) The School of Hard Knocks藝術總監

## 曾合作藝術家
黃耀明、林奕華、張叔平、關錦鵬、何秀萍、甘國亮、梁文道、黃偉文、林夕、邁克、茹國烈、Vivienne Tam、Tomas Chan、于逸堯、伍宇烈、何韻詩、潘迪華、張艾嘉、劉若英、金燕玲、梁詠琪、許茹芸、歐陽應霽、陳淑莊、劉千石、達明一派、崔健、劉索拉、瞿小松、魏紹恩、賴聲川、孟京輝、林懷民、蔡明亮、靳埭強、劉小康、又一山人、蔡德才、郭啟華、Barney Cheng、Susie Au、田浩江、人山人海、利志達、黎達達榮、陳浩峰、馮美華、關本良、傳統戲曲國家級演員石小梅、孔愛萍、柯軍、張軍、金麗生、黃家正等。

## 創團成員
榮念曾、楊永德、何秀萍、黃婉玲、劉澤源、林奕華、潘德恕等。

## 董事會成員
主席︰靳埭強 (靳劉高創意策略創辦人及榮譽顧問)
副主席︰劉千石 (華欣文教基金主席) 
秘書︰張世耀 (資訊科技管理)
司庫︰譚卓玲 (Yorkshire Capital Limited高級副總裁)
成員︰ 
區子強 (廣告導演)
蔡德才 (人山人海創辦成員及董事)
林永君 (Anyplex數碼點播有限公司創辦人及行政總裁)
利龐卓貽 (樂慈基金會有限公司香港分部會長)
黃炳培 (八萬四千溝通事務所有限公司創辦人及創作總監)
胡紅玉 (律師)
嚴志明 (科譽(香港)有限公司創辦人兼首席設計師)

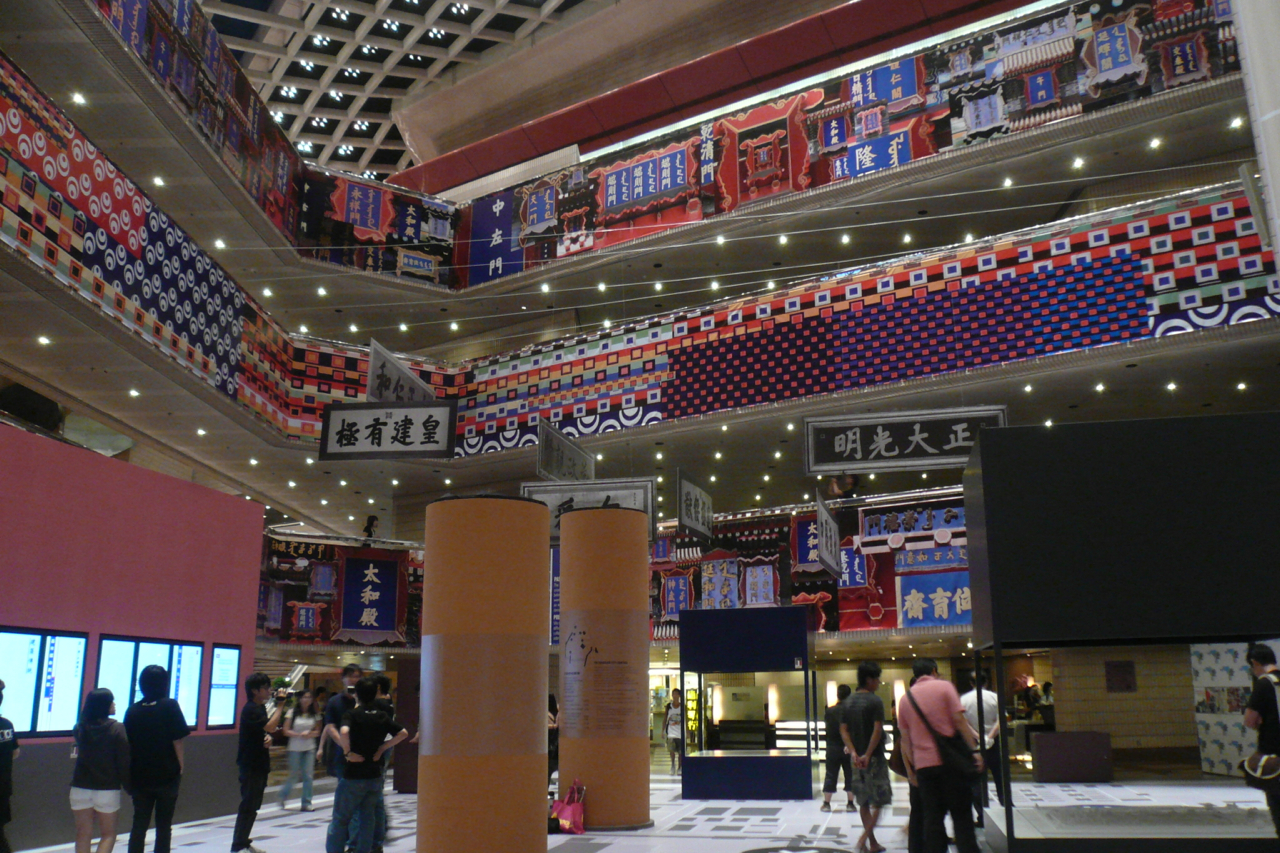
進念．二十面體於2009年在香港文化中心舉辦的「大紫禁城」展覽，為其場地伙伴計劃的首個節目。

姚永安 (時事評論人)
榮譽法律顧問︰陳韻雲律師行

## 重要劇場作品
- 《榮念曾實驗劇場秘笈：六震六盪》(2016榮念曾編導)
- 《關公在劇場》(2016 導演及舞台設計：胡恩威；編劇：王安祈；京劇導演：王冠強)
- 《維根斯坦》(2016 胡恩威編導)
- 《春之祭》(2016 黃大徽編舞及演出)
- 《我們的愛情喜劇是威士忌》(2016 胡恩威編導)
- 《麻雀枱上的中國近代史之老中國之死》(2016 胡恩威編導)
- 《華嚴經4.0清淨之行》(2016 胡恩威編導)
- 《香光念佛》(2016 胡恩威編導)
- 《元亨利貞 易經計畫》(2015 胡恩威編導)
- 《東宮西宮12 Let It Be 一國兩制》(2015 胡恩威編導)
- 《看不見的城市》(2015榮念曾編導)
- 《操場︰榮念曾實驗劇場》(2015榮念曾編導)
- 《舞士列傳》(2015 黃大徽編舞)
- 《魔笛遊樂場》(2015聯合編導：黎達達榮、陳浩峰)
- 《紅玫瑰與白玫瑰》(2016, 2014胡恩威編導)
- 《備忘錄》(2014榮念曾編導)
- 《無 | 雙》(2014 黃大徽編舞及演出)
- 《東宮西宮11搵鬼做特首》(2014 胡恩威編導)
- 《觀天》(2014榮念曾編導)
- 《如夢幻泡影》(2014台北及香港 胡恩威編舞及設計)
- 《朱鹮信件#2︰坐井》(2013上海 榮念曾編導)
- 《拍案驚奇之坐井、無邊、大夢》 (2013榮念曾編導)
- 《華嚴經3.0之普賢行願品》(2013胡恩威編導)
- 《如夢幻泡菜》(2013胡恩威編導)
- 《東宮西宮10之悲慘世界》(2013胡恩威編導)
- 《靈戲》(2012新加坡及東京 榮念曾、 佐藤信聯合編導)
- 《資本主義喜劇》(2012胡恩威編導)
- 《多媒體音樂話劇 - 半生緣》(2012香港及新加坡 胡恩威編導)
- 《密斯．凡德羅的簡約建築》(2011胡恩威編導)
- 《中國建築100年》(2011胡恩威編導)
- 《鐵路像記憶一樣長》（2011，胡恩威導）
- 《百年之孤寂10.0 - 文化大革命》（2011，榮念曾編導）
- 《唱Ｋ回憶錄》（2010，胡恩威編導）
- 《舞台姊妹》（2010，榮念曾編導）
- 《利瑪竇的記憶宮殿》（2010，胡恩威導）
- 《夜奔》（2010，榮念曾編導）
- 《心經即是巴哈》（2009，胡恩威導）
- 《東宮西宮八.二 - 西九龍珠（升呢版）》（2009，胡恩威編導）
- 《Corbu and Kahn》（2009建築是藝術節，胡恩威編導）
- 《紫禁城遊記》（2009建築是藝術節，胡恩威編導）
- 《Looking for Mies》（2009建築是藝術節，胡恩威編導）
- 《大紫禁城》（2009建築是藝術節，胡恩威編導）
- 《東宮西宮八 - 西九龍珠》（2009建築是藝術節，胡恩威編導）
- 《香港電視終極探討》（2009，胡恩威編導）
- 《西遊荒山淚》（2009新加坡、鹿特丹、橫濱及2008，榮念曾編導)
- 《錄鬼簿》（2009，榮念曾編導）
- 《上帝來到中國》（2008新視野藝術節，胡恩威編導）
- 《東宮西宮七 - 香港公務員死亡筆記》（2008，胡恩威編導）
- 《華嚴經》之心如工畫師（2008，香港及台北上演，胡恩威編導）
- 《The Life and Times of Louis I. Kahn》（2008台北、2007、2002波蘭及2001，胡恩威編導）
- 《臨川四夢湯顯祖》（2008，2007南京預演，胡恩威編導）
- 《東宮西宮六 七彩包青天》（2008，胡恩威編導）
- 《萬曆十五年》（2008重演、2006兩度公演，胡恩威編導）
- 《香港電視風雲》（2007，胡恩威編導）
- 《華嚴經》（2007，胡恩威編導）
- 《東宮西宮五 2097 Back to the清朝》（2007，胡恩威編導）
- 《香港風格》（2006，胡恩威編導）
- 《萬世師表孔巨基》（2006，胡恩威編導）
- 《挑滑車》（新加坡重演、2006，榮念曾編導）
- 《樓市怪談》（2005，胡恩威編導）
- 《假音人之陳浩峰爵士搖滾K唱會》（2005，胡恩威創作總監）
- 《東宮西宮四 西九龍皇帝》（2005，胡恩威與林奕華聯合編導）
- 《Corbu》（2005，胡恩威編導）
- 《大娛樂家》（2005重演、2004，胡恩威與林奕華聯合編導）
- 《半生緣》（2005北京重演、2004台北重演、2003，胡恩威與林奕華聯合編導）
- 《諸神會III：挑滑車》（2005實驗傳統藝術節，榮念曾編導）
- 《諸神會II：雜種實驗》（2005實驗傳統藝術節，榮念曾編導）
- 《諸神會I： 實驗中國 - 群英會》（2005實驗傳統藝術節，榮念曾、周龍、于逸堯聯合編導）
- 《東宮西宮三 開咪封咪》（2004，胡恩威與林奕華聯合編導）
- 《2004：香港漫遊》（2004，胡恩威編導）
- 《佛洛伊德尋找中國情與事》（2004新加坡、2003東京、2002，榮念曾與胡恩威編導）
- 《夜奔》（2004挪威奧斯陸，榮念曾編導）
- 《浮士德 vs 浮士德》（2004，榮念曾總監、創作）
- 《獨當一面》（2004台北，榮念曾與吳興國聯合總監）
- 《東宮西宮二 問責制唔制》（2003，胡恩威與林奕華聯合編導）
- 《我愛宋詞之好風如水》（2003，榮念曾與胡恩威聯合編導）
- 《東宮西宮－ 2046特首不見了》（2003，胡恩威與林奕華聯合編導）
- 《Looking for Mies》（2002，胡恩威編導）
- 《戀人論語：你愛妳不愛我》（2003香港藝術節，胡恩威編導）
- 《尋找新中國（鄭和的後代）》（2002，榮念曾編導）
- 《百年孤寂 版本9.0》（2002 新視野藝術節，榮念曾與胡恩威聯合導演）
- 《Looking for Mies》（2002，榮念曾編導）
- 《嘰哩咕嚕搵食男女》（2002，胡恩威與林奕華聯合編導）
- 《佛洛伊德尋找中國情與事》（2016,2002榮念曾與胡恩威聯合導演）
- 《獨腳戲—實驗中國傳統戲曲》（2002，榮念曾編導）
- 《尋找新中國（太監）》（2002新加坡，榮念曾編導）
- 《列女傳－疾病的隱喻》（2001，榮念曾編導）
- 《2001香港漫遊》（2000，胡恩威編導）
- 《四大發明》（2000香港及柏林，榮念曾總監、胡恩威執行導演）
- 《萬曆十五年》（1999，榮念曾與胡恩威聯合製作）
- 《魔笛》（1998，榮念曾與胡恩威聯合編導）
- 《陳奕迅我的快樂時代》音樂會（1998香港藝術節）
- 《石頭再現記》（1997，榮念曾、胡恩威與於逸堯聯合創作）
- 《人山人海》演唱會（1997香港藝術節，胡恩威總導演）
- 《極樂世界》（1997，潘德恕製作）
- 《各位同志晚安97之新同志時代》（1997，林奕華製作）
- 《山海經》（1997，榮念曾編導）
- 《舞照跳九七》（1997，鄭志銳、黎達榮、林奕華、潘寶如聯合製作）
- 《各位同志晚安》（1996，胡恩威策劃）
- 《艷電》（1996，胡恩威編導）
- 《錄鬼簿》（1996，榮念曾編導）
- 《水月鏡花》（1996東京，榮念曾與小池博史聯合編導）
- 《斷章記》（1995，胡恩威編導）
- 《香港九五二三事》（1995，榮念曾編導）
- 《紅雙喜》（1995，黃大徽與鄭志銳聯合製作）
- 《正反反正》（1995，王鋆燊製作）
- 《傳奇》（1995，劉澤源製作）
- 《斷章記》（1995，榮念曾、胡恩威、林奕華、劉澤源聯合製作）
- 《香港二三事》（1994比利時布魯塞爾，1993，榮念曾編導）
- 《雷雨》(1994，榮念曾編導）
- 《沙田雷雨》（1994，榮念曾編導）
- 《十五十六打真軍》（1994，王鋆燊製作）
- 《審判卡夫卡之拍案驚奇》（1993，榮念曾編導）
- 《二十三十》（1993，1992，王鋆燊製作）
- 《毛題#1-6》（1993，毛文羽製作）
- 《十誡》（1992，集體創作）
- 《百年之孤寂第七年》（1992，集體創作）
- 《極樂世界》（1992，胡恩威製作）
- 《廢事記》（1992，潘德恕製作）
- 《Swimmer - Memories of C》（1991，胡恩威製作）
- 《中國文化深層結構－廣場》（1991，榮念曾製作）
- 《男更衣室的四種風景》(1991，林奕華製作）
- 《安全感地帶》（1991，黃大徽製作）
- 《貳拾玖日貳月》（1991，黃裕偉製作）
- 《香港樣板戲》（1991，榮念曾製作）
- 《黑盒二世》（1991，胡恩威製作）
- 《超合金》（1991，胡恩威製作）
- 《百年之孤寂第六年》（1990，集體創作）
- 《貞潔傳奇》（1990，戴美玲、鮑靄倫、陳碧如聯合製作）
- 《香港傳奇之花事》（1990，何秀萍製作）
- 《心照之「相睇」》（1990，何秀萍與馮美華聯合製作）
- 《教我如何愛四個不愛我的男人》（1989，林奕華製作）
- 《百年之孤寂第五年》（1989日本富山縣，集體創作）
- 《進念運動之現在進行式：運動》（1989，集體創作）
- 《心照》（1989，何秀萍與李翠玲聯合製作）
- 《相沿》（1989，王鋆燊製作）
- 《前程萬里》（1988，姚永安製作）
- 《有限空間》（1988，王鋆燊製作）
- 《拾日譚》（1988，榮念曾製作）
- 《拾月／拾日譚》（1988台北，榮念曾製作）
- 《拾日譚 - 愛在瘟疫蔓延時》（1988，榮念曾製作）
- 《百年之孤寂第四年》（1987，集體創作）
- 《石頭記 一至八》（1987，榮念曾、林奕華、余偉康聯合製作）
- 《姊姊妹妹站起來》（1986，林奕華、劉澤源聯合製作）
- 《三人行》（1986，榮念曾、黃家智聯合製作）
- 《華麗緣》（1986，榮念曾、林奕華聯合製作）
- 《轉灣》（1986，集體創作）
- 《創世紀 - 香港版》（1986，王鋆燊製作）
- 《百年之孤寂第三年》（1985，榮念曾製作）
- 《進念運動》（1985，集體創作）
- 《舊約》（1985，榮念曾製作）
- 《交叉面》（1985，王鋆燊製作）
- 《六種震動》（1985，林奕華製作）
- 《話展》（1985，潘德恕製作）
- 《手術表演場》（1984，榮念曾、林奕華、王慶鏘聯合製作）
- 《百年之孤寂第二年》（1984台北，集體創作）
- 《進念十一》（1984，潘德恕、王慶鏘聯合製作）
- 《鴉片戰爭─ 致鄧小平的四封信》（1984，集體創作）
- 《遊詩》（1984，林奕華製作）
- 《眾》（1983 第一屆香港藝穗節，王慶鏘、雷佩瑜聯合製作）
- 《描述房間》（1983第一屆香港藝穗節，王銳顯製作）
- 《兩女性》（1983，林奕華製作）
- 《三次愛情經驗的調查》（1983，王銳顯、王慶鏘聯合製作）
- 《列女傳（柔板‧如歌的行板／快板） 》（1983，榮念曾、林奕華、何秀萍聯合製作）
- 《百年之孤寂第一年》（1982，集體創作）
- 《心經》（1982，林奕華製作）
- 《龍舞》（1982，集體創作）
- 《三叉電視 show》(1982，沈聖德製作）
- 《媒介事件 一至四》（1982，榮念曾、沈聖德聯合製作）

## 外部連結
- 進念二十面體官方網站 （页面存档备份，存于）
- 進念二十面體Facebook專頁 （页面存档备份，存于）